# مكيافيلية (علم نفس)

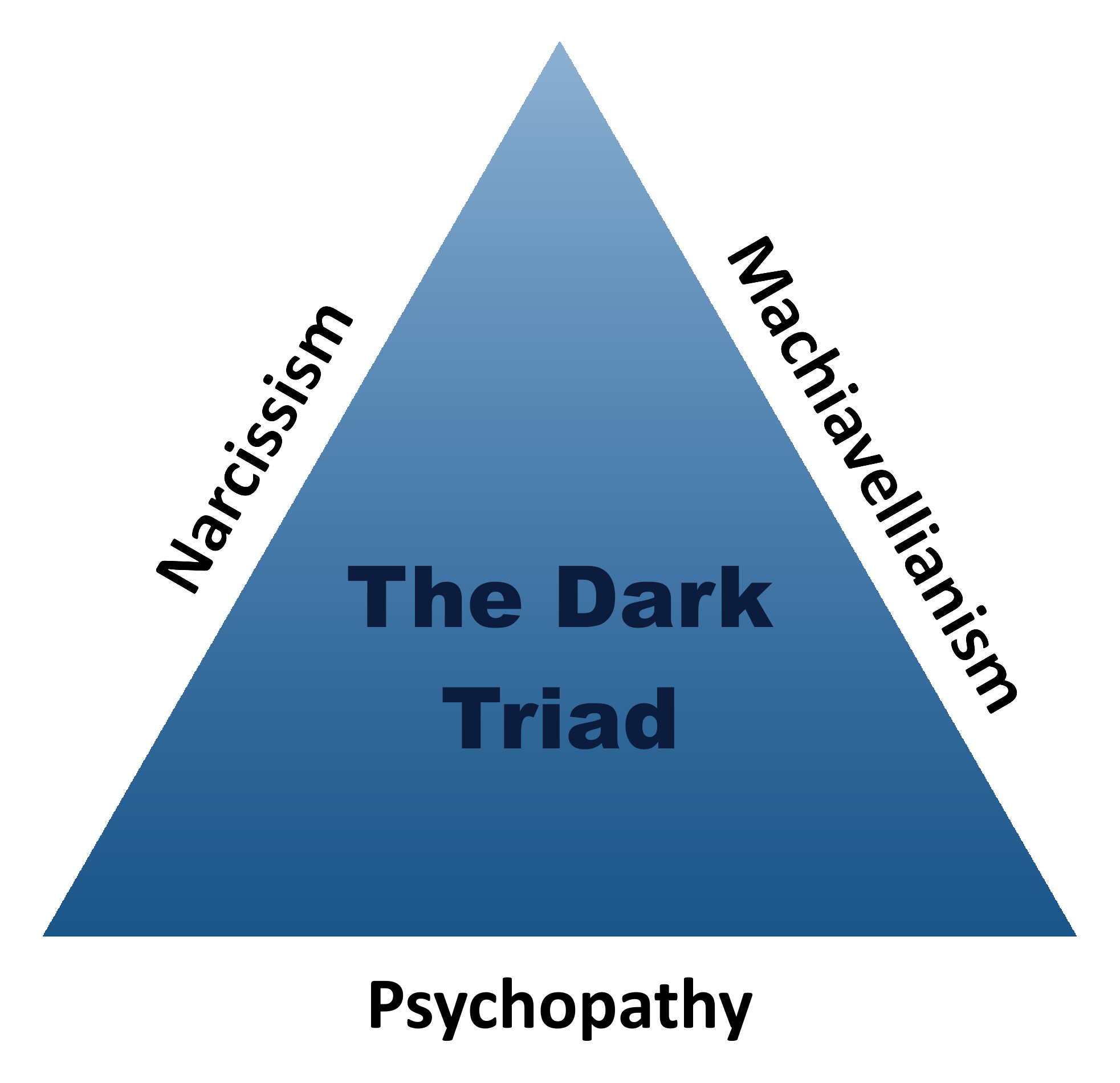

في مجال علم نفس الشخصية، تعتبر المكيافيلية سمة نفسية ترتكز على التلاعب بالآخرين، والفتور العاطفي، واللامبالاة بالأخلاق. على الرغم من أن المكيافيلية لا علاقة لها بشخصية مكيافيلي التاريخية أو بأعماله، إلا أنها سميت بهذا الاسم نسبة للفلسفة السياسية لنيكولو مكيافيلي، حيث استخدم عالمي النفس ريتشارد كريستي وفلورنس غايس عبارات منشورة ومقتطعة مستوحاة من أعماله لدراسة الاختلافات في السلوكيات البشرية. وأصبح اختبارهما المسمى بماخ - 4 (Mach IV)، المكون من 20 بند، ومقياس الشخصية ليكرت (Likert-scale personality survey)، أداة معيارية للتقييم الذاتي ومقياس لمدى المكيافيلية في الفرد. وفي الغالب، أولئك الذين يسجلون درجات عالية على المقياس (ذوي الماخ العالي) من المرجح أن يكونوا على مستوى عال من الخداع والقسوة.
تعتبر المكيافيلية واحدة من سمات ثالوث الظلام، إلى جانب النرجسية والسيكوباتية.

## أصل تكوين المفهوم
في عام 1960، أراد كل من ريتشارد كريستي وفلورنس ل. جيس تحليل الأشخاص الذين يتلاعبون بالآخرين، وطوروا اختبارًا باستخدام مجموعة من العبارات، التي تتضمن بعض الجُمل المقتطعة والمنشورة من أعمال مكيافيلي كبنود للاختبار، وأطلقوا عليها اسم «المكيافيلية» نسبة لمكيافيلي. وأرادوا تقييم ما إذا كان الأشخاص الذين يوافقون على هذه العبارات يتصرفون بشكل مختلف عن غيرهم الذين اعترضوا على هذه العبارات، ولاسيما ما يتعلق بتصرفات المناورة. وأصبح اختبارهما ماخ – 4 (Mach IV)، المكون من 20 بند، ومقياس الشخصية ليكرت، أداة معيارية للتقييم الذاتي لمفهوم المكيافيلية. وباستخدام مقياسهم أجرى كريستي وجيس عدة اختبارات تجريبية، التي أظهرت أن استراتيجيات وسلوكيات الأشخاص «ذوي الماخ العالي» تختلف عن «ذوي الماخ المنخفض». ويميل الأشخاص الذين يسجلون درجات عالية على المقياس (ذوي الماخ العالي) إلى الموافقة على العبارات المتلاعبة، ويتصرفون وفقاً لذلك، بخلاف أولئك الذين يسجلون درجات منخفضة (ذوي الماخ المنخفض). ولقد تم تطبيق نتائجه الأساسية على نطاق واسع. وقياسًا على اختبار ماخ – 4 (Mach – IV)، فإن الذكور يسجلون في المتوسط أعلى قليلاً من الإناث على المكيافيلية.

### علم أسباب الأمراض
وقد أشارت دراسة حديثة في علم الوراثة السلوكي إلى أن المكيافيلية لها تأثير وراثي وبيئي ملحوظ. وكان هناك أيضًا أبحاث مستفيضة عن المكيافيلية عند الأطفال الصغار والمراهقين، من خلال مقياس أطلق عليه اسم اختبار «ماخ للأطفال» (Kiddie Mach).

### الدافعية
وصف استعراض أُجري عام 1992 الدافعية للأشخاص الذين سجلوا درجة عالية على اختبار المكيافيلية بوصفها مرتبطة بالأنانية الباردة والنفعية البحتة، وافترض أن الأفراد ذوي المستويات العالية من تلك السمة يتبعون دوافعهم (مثل الجنس، والإنجاز، والنزعة الاجتماعية) بطرق مخادعة. وجدت كثير من الأبحاث الحديثة التي أجريت حول دوافع هؤلاء ذوي الماخ العالي مقارنةً بأولئك ذوى الماخ المنخفض، أنهم أعطوا أولوية عالية للمال والنفوذ والمنافسة، فضلاً عن أولوية منخفضة نسبيًا لبناء مجتمع وحب الذات والرباط العائلي. واعترف الأشخاص ذوى الماخ العالي بالتركيز على الإنجاز التام لأهدافهم والفوز بأي ثمن.

### القدرات
نظرًا لمهاراتهم في التلاعب بالآخرين، غالبًا ما كان هناك افتراضاً بأن أصحاب الماخ العالي يتمتعون بذكاء فائق، أو لديهم القدرة على فهم الآخرين في المواقف الاجتماعية. ومع ذلك، فأن بعض الأبحاث قد أثبتت أن المكيافيلية لا علاقة لها بنسبة الذكاء (IQ). ومؤخرًا، أيد بحث جديد وجهة النظر المضادة.
علاوة على ذلك، فقد وجدت الدراسات التي أجريت حول الذكاء العاطفي أن المكيافيلية العالية غالبًا ما يصاحبها ذكاء عاطفي منخفض كما تم تقييمها من خلال مقياسي الأداء والاستبيان. ولقد تبين أن كل من التقمص الوجداني والوعي بالمشاعر يرتبطان ارتباطًا سلبيًا مع المكيافيلية. بالإضافة إلى ذلك، أظهرت الأبحاث أن المكيافيلية لا علاقة لها بنظرية العقل الأكثر تقدمًا، أي القدرة على توقع ما يفكر فيه الآخرون في المواقف الاجتماعية. وإذا كان أصحاب الماخ العالي يتمتعون بالفعل بمهارة التلاعب بالآخرين، فهذا لا يدل على أن ثمة علاقة بين هذه السمة وأي قدرات معرفية خاصة، إنما قد يرجع ذلك ببساطة إلى أن هناك استعداداً أكبر للانخراط في أفعال التلاعب.

## العلاقات مع سمات الشخصية الأخرى
تعد المكيافيلية واحدة من السمات الشخصية الثلاثة المشار إليها باسم ثالوث الظلام، إلى جانب النرجسية والسيكوباتية. ويعتبر بعض علماء النفس أن المكيافيلية هي في الأساس صورة شبه سريرية من السيكوباتية، حيث إنهما يشتركان في الميول المتلاعبة والقسوة الباردة كصفات أساسية. وتشير العديد من الأبحاث الحديثة إلى أن هناك تداخل كبير بين المكيافيلية والسيكوباتية، إلا أن لكل منهما تراكيب شخصية مميزة. وتختلف السيكوباتية عن المكيافيلية بشكل أساسي في الاندفاعية والافتقار إلى التخطيط طويل المدى وضبط الذات.
وقد وجد أن المكيافيلية ترتبط ارتباطاً سلبياً بالطيبة (ن= - 0.47) ويقظة الضمير (ن= - 0.34) وهما بعدان من نموذج «العوامل الخمسة الكبرى للشخصية» (NEO-PI-R). ومع ذلك، ترتبط المكيافيلية بدرجة أكبر ببعد الأمانة والتواضع من نموذج العوامل الستة الكبرى للشخصية مقارنة بأي من الأبعاد الخمسة الكبرى. كما تقع المكيافيلية ضمن الدائرة الشخصية، والتي تتضمن بعدين مستقلين وهما القوة والمشاركة. فتشير القوة إلى الدافع لتحقيق النجاح والتفرد الذاتي، في حين تشير المشاركة إلى الدافع للاندماج مع الآخرين ودعم مصالح الجماعة. وتقع المكيافيلية في ربع الدائرة التي تحددها القوة المرتفعة والمشاركة المنخفضة. وقد ثبت أن المكيافيلية تقع في الجهة المقابلة بشكل مائل من التركيب الدائري المسمى بالاستنتاج الذاتي، وهو الميل إلى تفضيل المشاركة على القوة. وهذا يشير إلى أن الأشخاص ذوي المكيافيلية العالية لا يرغبون ببساطة في تحقيق المشاركة، إنما يرغبون في فعل هذا على حساب الآخرين (أو على الأقل دون مراعاة) الآخرين.

### نظرية الألعاب
في عام 2002، طبق كل من آنا جونثورسدوتير وكيفن مكابي وفيرنون ل. سميث، واضعو نظرية الألعاب السلوكية، مقياس المكيافيلية لكريستي وجيس في بحثهم عن تفسيرات لانتشار السلوك الملاحظ في الألعاب التجريبية، وخاصة الخيارات الفردية التي لا تتوافق مع افتراضات المصلحة الفردية المادية التي تحددها توقعات ناش القياسية للتوازن. وقد وُجد أنه في لعبة الثقة، يميل أولئك الذين يسجلون درجة عالية على ماخ – 4 إلى اتباع استراتيجيات التوازن للإنسان الاقتصادي بينما يميل أولئك الذين لديهم درجة منخفضة على نفس المقياس إلى الانحراف عن التوازن، وبدلاً من ذلك اتخذوا خيارات تعكس المعايير الأخلاقية المقبولة والتفضيلات الاجتماعية على نطاق واسع.

### الأبعاد
على الرغم من وجود عدد كبير جدًا من الأشكال المقترحة لعوامل تكوين المكيافيلية، إلا أن هناك بعدان يظهران على نحو متكرر ضمن بحوث تحليل العوامل التي تميز بين الأفكار المكيافيلية والسلوك المكيافيلي. وعلى الرغم من أن مقياس ماخ – 4 غير قادر على التفريق بين البعدين بمصداقية، إلا أن مجموعة فرعية مكونة من 10 بنود من المقياس المعروف باسم «ماخ – 4 ثنائي الأبعاد» (TDM-V)، تظهر الأبعاد الفكرية والتكتيكية عبر البلدان، والأجناس، والعينات النموذجية، وطول فئة المقياس. ويبدو أن بعد «الأفكار» يجسد الجوانب العصابية، والنرجسية، والمتشائمة، والمرتابة لدى المكيافيلية، في حين يحدد عنصر «التكتيكات» بشكل أكبر الجوانب السلوكية غير الواعية، وخدمة الذات، والسلوكيات المخادعة.

### في مكان العمل
يتم دراسة المكيافيلية أيضًا من قبل علماء النفس التنظيميين، وخاصة أولئك الذين يدرسون السلوكيات المخادعة في مكان العمل. وترتبط سلوكيات العمل بهذا المفهوم الذي يضم التملق والدهاء والقهر والإشراف التعسفي.

## وصلات خارجية
- مقالة عن مقابلة مع الميكيافيلين في مجلة علم النفس اليوم